# Чопау (река)
Чопау — река на востоке Германии на территории федеральной земли Саксония. Чопау является одним из левых притоков реки Фрайбергер-Мульде.
Река берёт начало в Рудных горах, и течёт в основном на север.
Длина реки составляет 128 км. Площадь водосборного бассейна — 1754 км² Среднегодовой расход воды — 23,5 м³/с.
Вдоль реки проходят многочисленные дороги и тропы. Эти маршруты особенно популярны у велосипедистов. Тропа также известна своими пейзажами, и видами на замки Крибштайн, Шарфенштайн, Волькенштайн и другие средневековые здания.

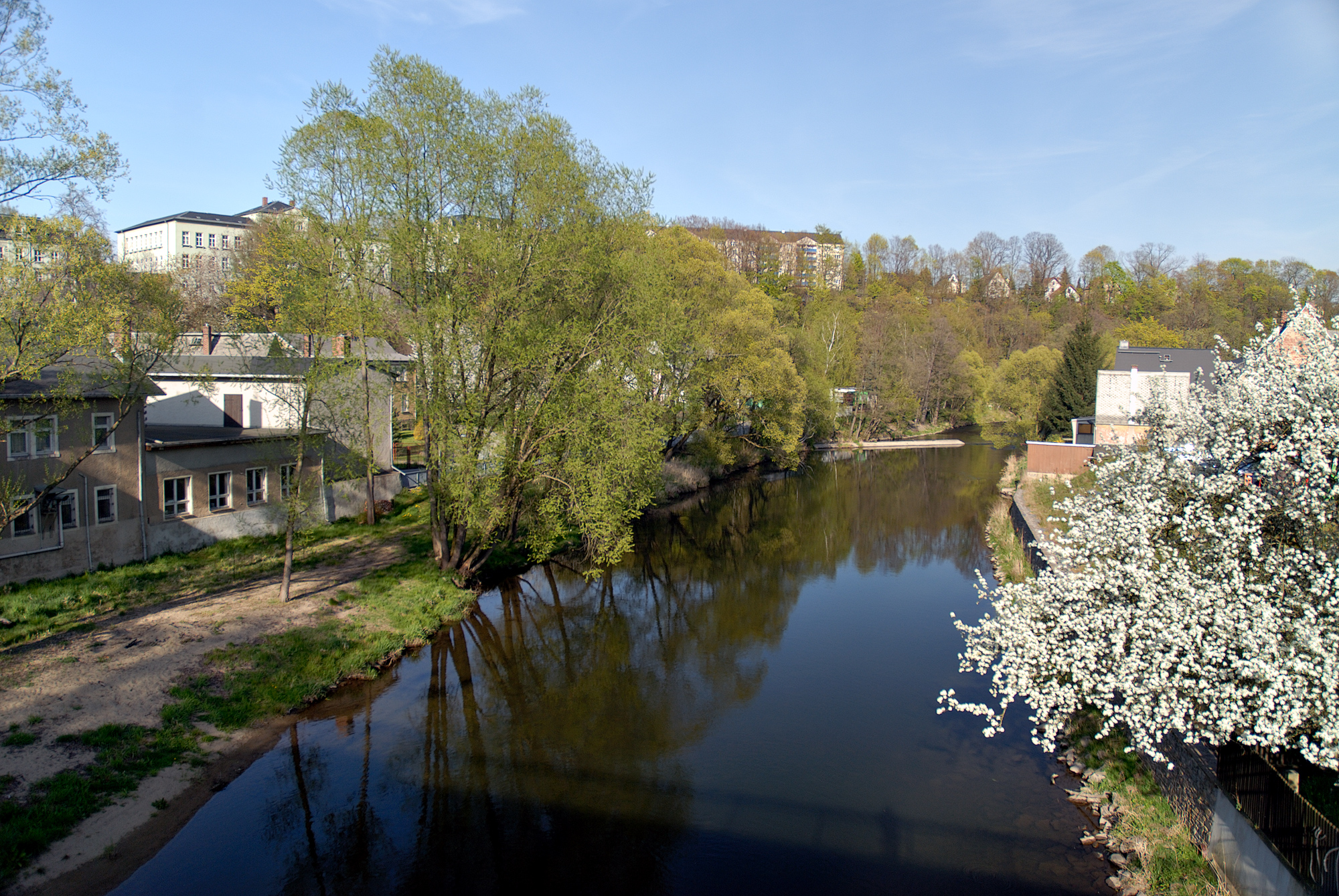
Река в городе Чопау

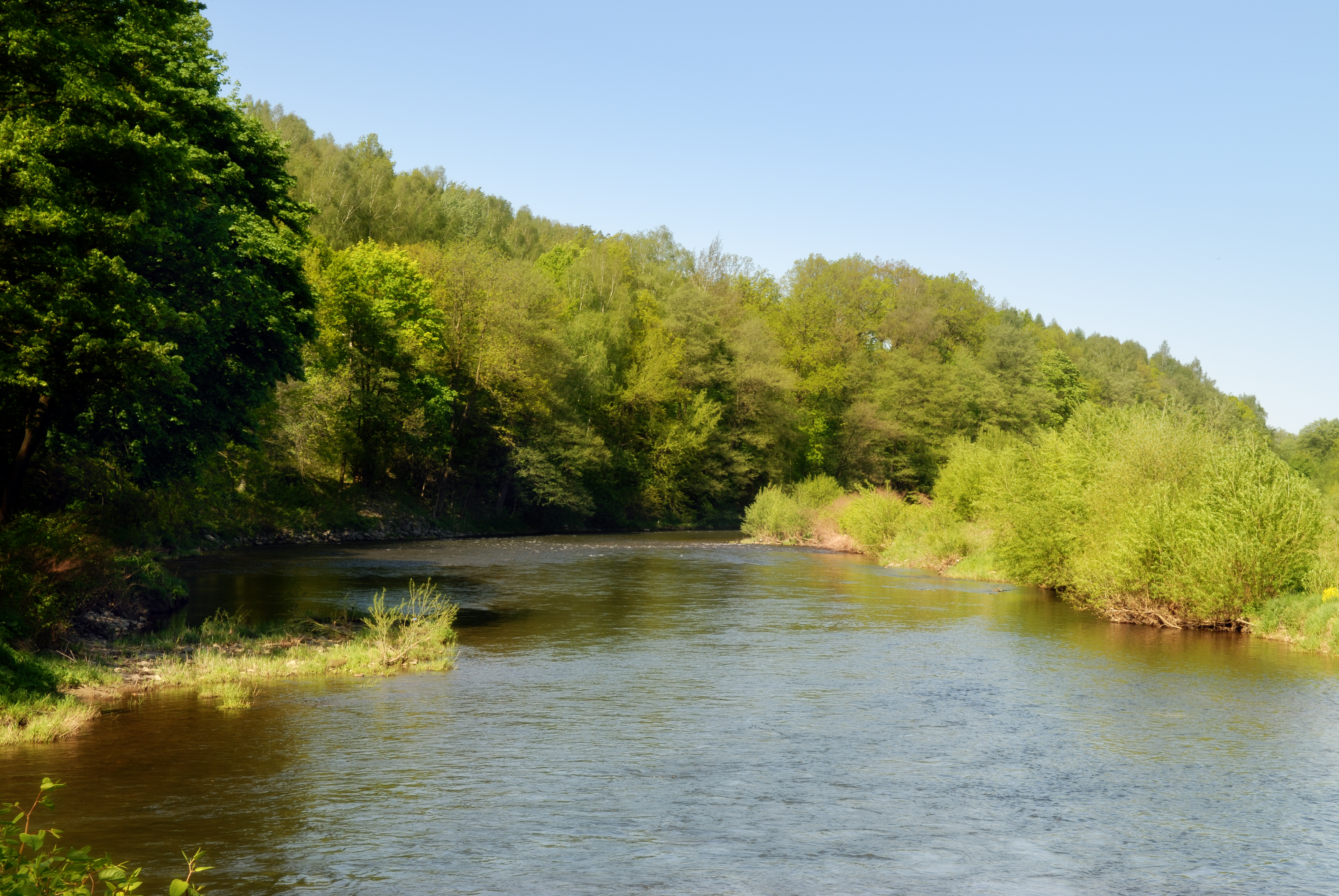
Место слияния рек Флёа и Чопау в городке Флёа